# Jezero Ponikve na Krku
Jezero Ponikve na Krku este o arie protejată (sit de importanță comunitară — SCI) din Croația întinsă pe o suprafață de 140,89 ha, integral pe uscat.

## Localizare
Centrul sitului Jezero Ponikve na Krku este situat la coordonatele 45°04′28″N 14°33′51″E / 45.074538°N 14.564265°E.

## Înființare
Situl Jezero Ponikve na Krku a fost declarat sit de importanță comunitară în iulie 2013 pentru a proteja 1 specie de animale.

## Biodiversitate
Situată în ecoregiunea mediteraneană, aria protejată conține 2 habitate naturale: Lacuri eutrofice naturale cu vegetație de tip Magnopotamion sau Hydrocharition, Peșteri inaccesibile publicului.
La baza desemnării sitului se află o specie protejată de  nevertebrate: Lindenia tetraphylla.
Pe lângă speciile protejate, pe teritoriul sitului au mai fost identificate 3 specii de nevertebrate.